# Micragone flammostriata
Micragone flammostriata är en fjärilsart som beskrevs av Pierre Claude Rougeot 1979. Micragone flammostriata ingår i släktet Micragone och familjen påfågelsspinnare. Inga underarter finns listade i Catalogue of Life.